# Danny Collins
Daniel Lewis Collins (Chester, 6 agosto 1980) è un ex calciatore inglese naturalizzato gallese, di ruolo difensore.

## Caratteristiche tecniche
È un difensore centrale che può essere impiegato come terzino sinistro.